# Canceller
El títol de canceller (del llatí cancellarius) és un títol oficial utilitzat en diverses nacions i en diferents etapes de la història occidental des de l'antiga Roma. Amb el temps, els cancellers han tingut funcions diverses i variades, i el títol l'han utilitzat funcionaris amb rangs diversos. Els cancellers originals romans (cancellarii) eren els porters o uixers dels tribunals, que s'encarregaven dels cancelli o cancells, on hi havia un reixat que separava el jutge del consell de l'audiència. En l'actualitat, el títol és utilitzat sovint pels alts funcionaris d'un estat, ministres o primers ministres. A Sud-amèrica, el títol sovint es fa servir només per referir-se als ministres d'Afers Estrangers.
El càrrec de canceller és d'una alta importància, i, segons la regió o el país, pren significats diferents.

## Màxim dirigent del govern
Canceller també és el títol que es dona al màxim dirigent del govern, elegit per majoria dels membres de la cambra baixa (Bundestag), en els règims parlamentaris d'Alemanya i Àustria.
- Cancellers d'Alemanya
- Cancellers d'Àustria

## Ministre

### Ministre d'Afers Exteriors
En alguns països de Sud-amèrica i de l'Amèrica Central s'acostuma a denominar "canceller" el ministre o secretari d'Afers Exteriors o de Relacions Exteriors.

### Canceller de l'Échiquier
El canceller de l'Échiquier (Chancellor of the Exchequer) és un ministre del govern britànic amb un paper semblant al d'un ministre d'Economia en altres països. L'actual canceller del Regne Unit és Alistair Darling.

### Lord canceller
El lord canceller (Lord Chancellor) és un ministre amb un paper judicial, que té responsabilitat sobre les funcions dels tribunals. Abans del 2006 també era president de la Cambra dels Lords.

### A la Corona d'Aragó
El canceller era la figura principal i representativa de la Cancelleria Reial, l'organisme administratiu dels reis de la Corona d'Aragó, els documents del qual van esdevenir a la seva època un model de normativització de la llengua catalana.